# Synagogue Or Thora de Marseille
Pour les articles homonymes, voir Synagogue Or Thora.
La synagogue Or Thora est une ancienne synagogue du 1er arrondissement de Marseille, dans les Bouches-du-Rhône. Créée par des pieds-noirs en 1962, elle devrait devenir une mosquée d'ici l'été 2016. 

## Lieu
La synagogue est située rue Saint Dominique, à la sortie du Boulevard d'Athènes, entre la Gare de Marseille-Saint-Charles et la Canebière, dans le 1er arrondissement de Marseille.

## Histoire
La synagogue a été créée par des pieds-noirs d'Algérie française en 1962,.
Elle a été vendue à l'association Al Badr, une organisation musulmane, pour 400 000 dollars en 2016,,. Les nouveaux propriétaires la transforme en mosquée en 2016.